# Гриценко, Лилия Олимпиевна
Лилия Олимпиевна Гриценко (11 [24] декабря 1917, Горловка, УНР — 9 января 1989, Москва) — советская актриса театра и кино, оперная певица. Народная артистка РСФСР (1957).

## Биография
Лилия Олимпиевна Гриценко родилась 11 (24) декабря 1917 года в Горловке Донецкой области (Украина) в семье железнодорожника. Она была вторым ребёнком в семье, пятью годами ранее родился её брат Николай, впоследствии известный актёр, народный артист СССР. В 1925 году семья переехала на станцию Ясиноватая, а в 1930 году — в Макеевку. В Макеевке Лилия Гриценко занималась в самодеятельности, делая большие успехи в области вокала. В 1935 году она приняла участие во Всесоюзной олимпиаде художественной самодеятельности сначала в Сталино (ныне Донецк), а затем в Днепропетровске (ныне Днепр), где заняла первое место. После этого её пригласили в Москву в оперную студию при Большом театре СССР, где она училась в классе Е. К. Катульской.
В 1937 году Лилия перешла в оперно-драматическую студию имени Станиславского (класс А. В. Неждановой), которую окончила в 1941 году. В том же году сыграла свою первую главную драматическую роль — Нины Арбениной в спектакле «Маскарад» по пьесе М. Ю. Лермонтова. Спектакль был поставлен молодым режиссёром Борисом Равенских, вскоре ставшим её мужем. После окончания учёбы вошла в труппу студии (с 1948 года — театр, ныне Электротеатр Станиславский), где служила до 1957 года. Была ведущей актрисой театра, исполняя главные роли во многих спектаклях, в особенности в постановках Б. И. Равенских и М. М. Яншина.
В 1958—1960 годах состояла в штате Всесоюзного гастрольно-концертного объединения. В 1960 году стала актрисой Московского драматического театра имени Пушкина, в котором проработала до выхода на пенсию в 1988 году.
Дебют в кинематографе состоялся в 1944 году, когда Лилия Гриценко исполнила роль Оксаны в экранизации оперы Чайковского «Черевички». Затем, в 1950 году она получила главную роль в фильме Александра Довженко «Прощай, Америка!», где снималась вместе с братом. Но в середине съёмочного процесса работа над фильмом была прекращена, и он так и не вышел на экраны. Звёздной ролью Лилии Гриценко стала роль Натальи Сергеевны в комедии Михаила Калатозова «Верные друзья». Всего снялась более чем в 40 фильмах, участвовала в озвучивании мультфильмов и радиопередач. Лилия Гриценко много выступала как профессиональная певица (лирическое сопрано) с программами русской классики, романсов и произведений современных авторов. Ей принадлежит немалая заслуга в возрождении на эстраде старинного романса.

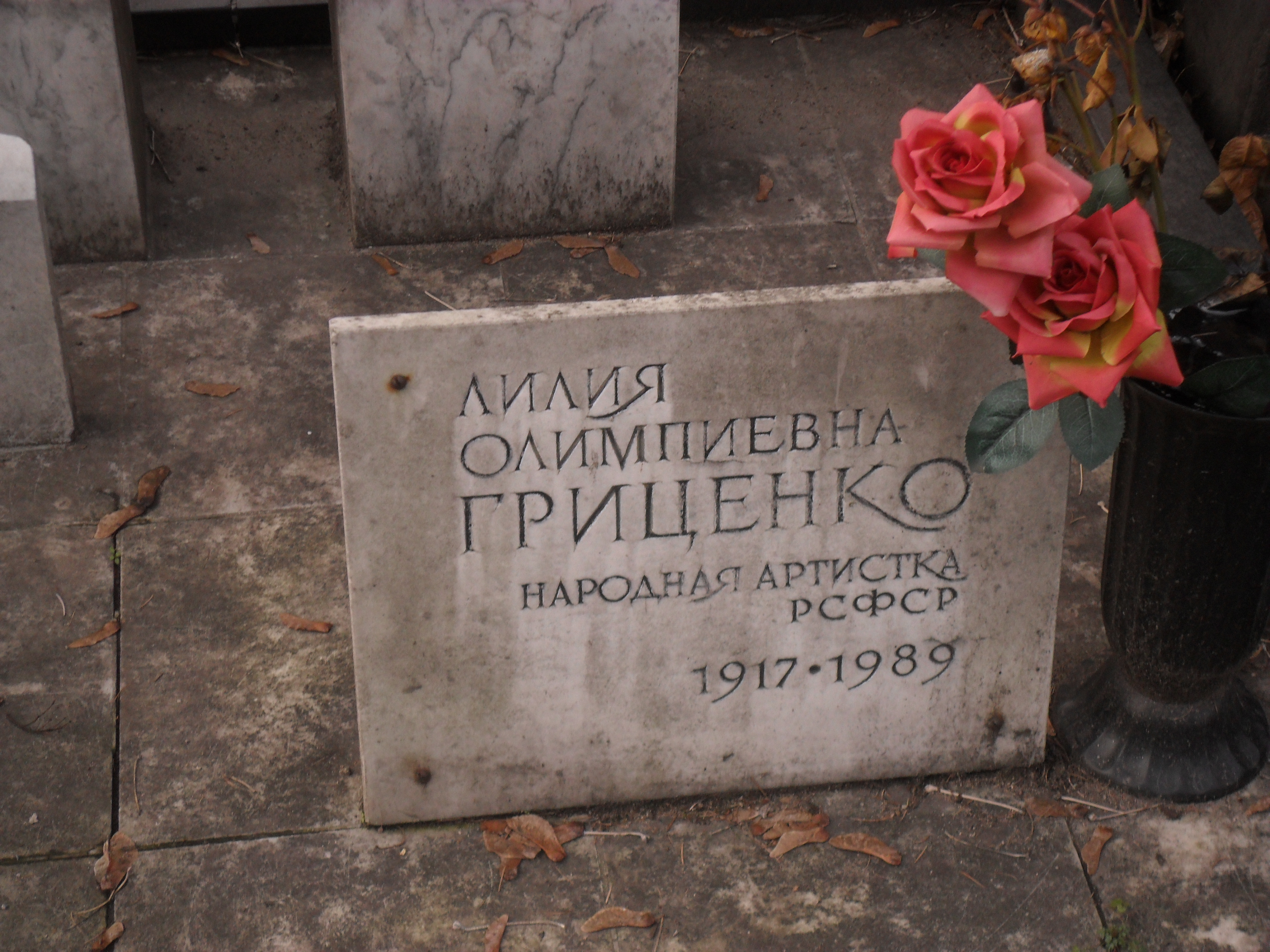
Могила Гриценко на Новодевичьем кладбище Москвы

В сентябре 1988 года ушла из театра на пенсию. Умерла 9 января 1989 года, похоронена на Новодевичьем кладбище рядом со своим братом Николаем Гриценко.

## Семья
- Муж — Борис Иванович Равенских (1914—1980), театральный режиссёр, педагог, народный артист СССР (развод).
- Брат — Николай Олимпиевич Гриценко (1912—1979), актёр театра и кино, народный артист СССР.

## Награды
- Заслуженный артист РСФСР (1954).
- Народный артист РСФСР (1957).
- Орден «Знак Почёта» (1967).

## Творчество

### Работы в театре

#### Театр имени К. С. Станиславского
- «Мадам Баттерфляй» — Чио-Чио-сан
- «Иоланта» — Иоланта
- «Сорочинская ярмарка» — Парася
- «Маскарад» — Нина (1941)
- «День чудесных обманов» — Инесса (1943)
- «В тиши лесов» — Анюта (1948)
- «С любовью не шутят» — Леонора (1949)
- «Отцы и дети» — Фенечка (1949)
- «Грибоедов» — Нина Чавчавадзе (1951)
- «Наследники Рабурдена» — Шарлотта (1952)
- «Бесприданница» — Лариса (1953)
- «Семья Бугровых» — Ирина (1953)
- «Весенний поток» — Катерина (1954)
- «Чайка» — Нина Заречная (1954)
- «Дни Турбиных» — Елена Тальберг (1954)
- «Трус» — Существо (1956)
- «Домик у моря» — Катарина (1956)

#### Театр имени А. С. Пушкина
- «День рождения Терезы» — Тереза (1961)
- «Романьола» — Доменика (1963)
- «Изгнание блудного беса» — Мирра Михайловна
- «Деревья умирают стоя» — Бабушка
- «Консул Берник» — Бетти Берник
- «Повесть о спасённой любви» — Наташа (1964)
- «Парусиновый портфель» — Бабушка (1967)
- «Метель» — Катерина (также режиссёр) (1967)
- «Воскресенье в Риме» — Аугуста Паничетти (1968)
- «Драматическая песня» — Баба (1971)
- «Похождения бравого солдата Швейка» — Баронесса (1971)
- «Человек и джентльмен» — Матильда Боцци (1972)
- «Недоросль» — Простакова (1975)
- «Мораль пани Дульской» — пани Дульская (1976)
- «Без вины виноватые» — Галчиха (1977)
- «Дети солнца» — Антоновна (1979)
- «Оптимистическая трагедия» — Старая женщина (1981)

### Фильмография
1. 1944 — Черевички —  Оксана
2. 1950 — Прощай, Америка! — Анна Бедфорд
3. 1951 — Белинский — крепостная
4. 1952 — Римский-Корсаков — Надежда Ивановна Забела-Врубель
5. 1954 — Верные друзья — Наталья Сергеевна Калинина, животновод
6. 1955 — Мать — Софья
7. 1956 — Иван Франко — Ольга
8. 1956 — Кровавый рассвет — Маланка
9. 1956 — Полюшко-поле — Екатерина Анисимовна
10. 1958 — Андрейка — Анна
11. 1958 — Шофёр поневоле — Клавдия Васильевна, старшая медсестра
12. 1959 — Неподдающиеся — мать Нади
13. 1959 — Хованщина — Сусанна, раскольница
14. 1960 — Ребята с Канонерского — тётя Люся
15. 1960 — Чужая беда — Пелагея
16. 1961 — Горизонт — Дарья Петровна Голованова, жена председателя
17. 1963 — Тишина — Эльга Борисовна Мукомолова
18. 1965 — Знойный июль — Людмила Сергеевна
19. 1966 — У нас есть дети — Софья Львовна, соседка
20. 1966 — В западне — хозяйка дома
21. 1967 — Седьмой спутник — Соня Приклонская, жена полковника
22. 1969 — Анна Снегина (фильм-спектакль) — мать Анны
23. 1970 — Семья Коцюбинских — Варвара Николаевна, мать Примакова
24. 1971 — Весёлые Жабокричи — Рындычка
25. 1972 — Адрес вашего дома — Анна Фёдоровна, мать «академика»
26. 1974 — Ваши права? — Маргарита Карловна, учительница
27. 1975 — Граф Люксембург (фильм-спектакль) — мадам Фостен
28. 1975 — Полковник в отставке — Олимпиада Касьяновна
29. 1976 — Ключ без права передачи — Лилия Олимпиевна
30. 1978 — Сегодня или никогда — Марфуша
31. 1979 — Поездка через город — старушка с капустой
32. 1979 — Фантазии Фарятьева — тётя Фарятьева
33. 1980 — Долгие дни, короткие недели — конструктор
34. 1982 — Просто ужас! — учительница географии
35. 1982 — Солнечный ветер — Екатерина Андреевна, мать Пономарёва
36. 1982 — Частная жизнь — Марья Андреевна, тёща Абрикосова
37. 1983 — Долгая дорога к себе — Елена Владимировна
38. 1983 — Ученик лекаря — мать больного
39. 1984 — Парад планет — Анна Васильевна, «мать» Костина
40. 1985 — Личное дело судьи Ивановой — бабушка, мать Любови Григорьевны
41. 1985 — Непохожая — бабушка на собрании
42. 1985 — Я тебя помню — сестра Ольга
43. 1985 — Пять минут страха — Зинаида Васильевна Брошкина
44. 1986 — Рядом с вами — Элеонора Савицкая
45. 1987 — Сын — смотрительница музея
46. 1988 — Вербена (короткометражный) — Елизавета Андреевна
47. 1988 — Работа над ошибками — Мария Сергеевна

#### Озвучивание мультфильмов
1. 1951 — Ночь перед Рождеством — Оксана
2. 1953 — Полёт на Луну — Софья Андреевна, штурман
3. 1955 — Остров ошибок — птичка с промокашки
4. 1955 — Стёпа-моряк — Стёпа
5. 1956 — Небесное созданье — Алла Семёновна Вихревая, певица
6. 1957 — Верлиока — Верёвочка
7. 1957 — Исполнение желаний — Алели